# Wesley Sneijder
Wesley Sneijder (phát âm tiếng Hà Lan: [ˈʋɛsli ˈsnɛidər] ⓘ; sinh ngày 9 tháng 6 năm 1984) là một cựu cầu thủ bóng đá chuyên nghiệp người Hà Lan. Được xem là một trong những tiền vệ xuất sắc nhất thế giới trong thế hệ của mình, anh nổi bật nhờ tầm nhìn, kỹ thuật, khả năng sút xa và kiến thiết lối chơi thiên tài.
Là cầu thủ trưởng thành từ lò đào tạo trẻ của Ajax Amsterdam, Sneijder đã từng thi đấu cho Ajax và Real Madrid trước khi chuyển đến Inter Milan vào năm 2009. Ngay trong mùa giải đầu tiên tại Inter, anh đã cùng câu lạc bộ giành cú ăn 3 lịch sử: Serie A, Coppa Italia và UEFA Champions League.
Tại đội tuyển Hà Lan, Sneijder đã cùng đội tuyển tham dự Euro 2004, World Cup 2006, Euro 2008, World Cup 2010, Euro 2012 và World Cup 2014 với thành tích cao nhất là hạng hai tại World Cup 2010.
Ngày 13 tháng 8 năm 2019, Wesley Sneijder chính thức giã từ sự nghiệp thi đấu quốc tế sau 28 năm thi đấu chuyên nghiệp.

## Sự nghiệp câu lạc bộ

### Ajax
Mặc dù Sneijder không sinh tại Amsterdam nhưng anh đã gia nhập trường đào tạo cầu thủ trẻ của Ajax. Anh có trận đấu đầu tiên cho Ajax vào ngày 22 tháng 12 năm 2002 trong trận gặp Excelsior. Trong khoảng thời gian thi đấu cho Ajax từ năm 2002 đến 2007, Sneijder đã ghi được 55 bàn qua 174 trận đấu trên mọi mặt trận. Mặc dù thể hình thấp bé nhưng Sneijder có kỹ thuật cá nhân cực tốt, khả năng chuyền bóng chính xác và còn là 1 chuyên gia sút phạt trực tiếp.

### Real Madrid
Ngày 12 tháng 8 năm 2007, Ajax đồng ý chuyển nhượng Sneijder cho Real Madrid với mức giá 18,3 triệu £ (hơn 27 triệu €). Anh là một trong 3 cầu thủ người Hà Lan được Real Madrid mang về trong kì chuyển nhượng hè 2007 là Royston Drenthe và Arjen Robben. Anh mang áo số 23, số áo cũ của David Beckham. Thế nhưng ngay sau khi Robinho chuyển đến Manchester City, Sneijder đã chuyển sang áo số 10, còn số áo 23 được trao lại cho Rafael van der Vaart.
Trong trận đấu đầu tiên tại La Liga cho Real Madrid gặp Atlético Madrid, anh ghi 1 bàn. Trong trận thứ 2 gặp Villareal, anh ghi 2 bàn trong đó có 1 bàn từ đá phạt trực tiếp góp phần giúp Real thắng 5-0.
Kết thúc mùa giải 2007/08, sau 30 lần ra sân tại La Liga, anh ghi được 9 bàn và cùng Real Madrid giành danh hiệu vô địch La Liga. Tuy nhiên, trước khi mùa giải 2009/10 khởi tranh, Sneijder không còn được Real trọng dụng và đội bóng Hoàng gia Tây Ban Nha đã quyết định bán anh cho câu lạc bộ Ý Inter Milan vào cuối kì chuyển nhượng mùa hè. Sau 2 năm thi đấu cho Real, anh ghi được 11 bàn thắng trong 52 trận.

### Inter Milan
Ngày 27 tháng 8 năm 2009, Sneijder đã được câu lạc bộ Ý Inter Milan mua lại từ Real Madrid với phí chuyển nhượng 15 triệu €, cùng bản hợp đồng có thời hạn 4 năm.
Ngay khi vừa chuyển đến Inter, huấn luyện viên người Bồ Đào Nha Jose Mourinho đã tung ngay anh vào sân và đá cặp cùng với Thiago Motta ở vị trí tiền vệ trung tâm trong trận Derby thành Milan gặp AC Milan vào ngày 30 tháng 8. Màn trình diễn ấn tượng của anh đã đem về chiến thắng 4-0 cho Inter. Ngoài ra, do vào bóng thô bạo với anh, tiền vệ Gennaro Gattuso đã phải nhận thẻ vàng thứ 2 và bị truất quyền thi đấu. Bàn thắng đầu tiên của Sneijder cho Inter Milan là bàn thắng ấn định chiến thắng chung cuộc 2-1 cho Inter ở phút bù giờ thứ 3 trong trận đấu với Udinese.

## Sự nghiệp đội tuyển quốc gia

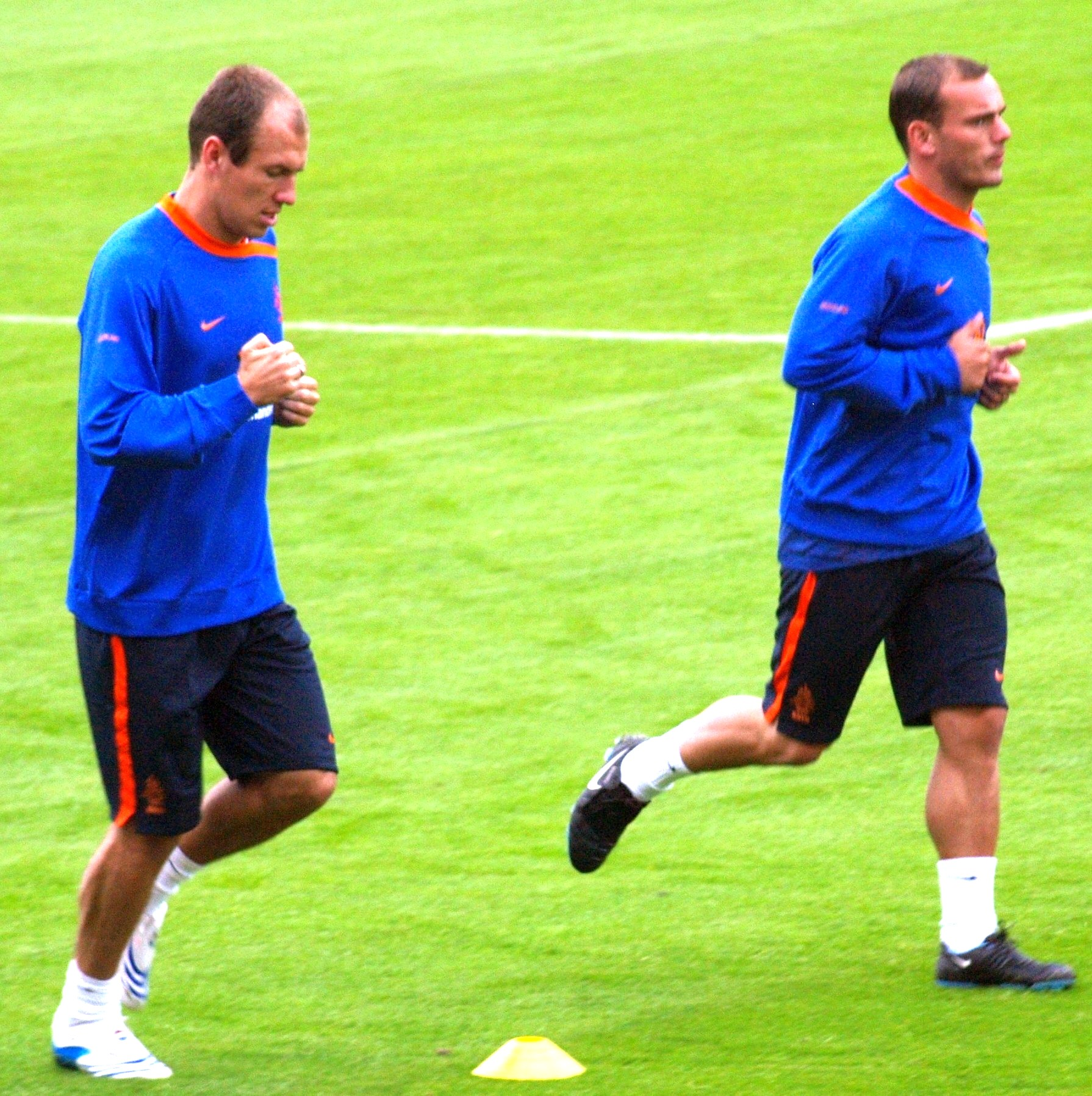
Sneijder (phải) và Arjen Robben trong một buổi tập của đội tuyển Hà Lan

Sneijder có trận đấu đầu tiên cho tuyển quốc gia vào ngày 30 tháng 4 năm 2003 trong trận gặp Bồ Đào Nha. Anh cũng cùng đội tuyển Hà Lan tham dự Euro 2004 và World Cup 2006 nhưng không để lại nhiều ấn tượng.

### Euro 2008
Đến Euro 2008, Sneijder được kì vọng sẽ toả sáng. Trận đầu tiên gặp đội tuyển Ý vào ngày 10 tháng 6, Sneijder ghi bàn nâng tỉ số lên 2-0 vào phút 31 bằng một pha vô lê từ cự ly gần đánh bại Gianluigi Buffon sau pha phối hợp tuyệt đẹp với đồng đội. Trận đấu kết thúc với thắng lợi 3-0 thuộc về Hà Lan và Sneijder cũng nhận danh hiệu cầu thủ xuất sắc nhất trận đấu.
Đến trận đấu thứ 2 gặp Pháp vào ngày 14 tháng 6, Sneijder ghi bàn thắng ấn định tỉ số 4-1 cho các cầu thủ Hà Lan, giúp Hà Lan lọt vào vòng tứ kết và chắc chắn đứng đầu bảng bất kể kết quả lượt đấu cuối. Nhưng sau đó, Hà Lan đã bị loại ở tứ kết sau khi thua đội tuyển Nga 3-1.

### World Cup 2010
Sneijder có tên trong danh sách 23 cầu thủ Hà Lan được huấn luyện viên Bert van Marwijk triệu tập cho FIFA World Cup 2010. Trong trận đấu đầu tiên tại giải gặp Đan Mạch, Hà Lan đã giành chiến thắng 2-0 và Sneijder dù không thật sự toả sáng vẫn nhận được danh hiệu cầu thủ xuất sắc nhất trận đấu của FIFA.
Đến trận đấu thứ hai với Nhật Bản, Sneijder đã ghi bàn thắng duy nhất của trận đấu từ cú sút xa trái phá bật tay thủ môn Kawashima Eiji đi luôn vào lưới, trước khi được thay ra nghỉ bằng Ibrahim Afellay ở phút thứ 82. Anh lần thứ hai liên tiếp nhận được danh hiệu cầu thủ xuất sắc nhất trận đấu của FIFA. Ngày 28 tháng 6, trong trận đấu vòng 2 với Slovakia, Sneijder đệm lòng chính xác từ đường chuyền của Dirk Kuyt nâng tỷ số lên 2-0 cho Hà Lan. Chung cuộc Hà Lan thắng 2-1 và lọt vào tứ kết gặp Brasil.
Sneijder tiếp tục toả sáng trong trận đấu với Brasil để đưa Hà Lan vào bán kết. Khi Brasil đang dẫn trước Hà Lan 1-0, anh đã có pha chuyền bóng khiến cho tiền vệ Brasil Felipe Melo đánh đầu phá bóng phản lưới nhà. Sneijder cũng chính là người ấn định tỉ số 2-1 của trận đấu ở phút 69 khi từ quả phạt góc của Arjen Robben, Dirk Kuyt đánh đầu nối vào trong và ở cự ly khoảng 7m, Sneijder đánh đầu ghi bàn. Sneijder đã được FIFA bầu làm cầu thủ xuất sắc nhất trận đấu tứ kết đầu tiên của World Cup 2010. Sau đó, uỷ ban kỹ thuật của FIFA cũng xác định Sneijder là người đã ghi bàn gỡ hoà 1-1 cho Hà Lan chứ không phải là do Melo phản lưới nhà, giúp anh có được thành tích 4 bàn thắng tại World Cup 2010 tính đến trước vòng bán kết.
Đến trận bán kết với Uruguay, khi tỉ số trận đấu đang là 1-1, Sneijder đã có pha dứt điểm ngay gần mép vòng cấm đánh bại thủ môn Fernando Muslera nâng tỉ số lên 2-1. Chung cuộc Hà Lan giành chiến thắng 3-2 và lọt vào trận chung kết World Cup lần thứ ba trong lịch sử bóng đá nước này. Sneijder tiếp tục được FIFA bầu chọn là Cầu thủ xuất sắc nhất trận đấu. Tuy nhiên, trong trận chung kết, Hà Lan đã để thua Tây Ban Nha 1-0 khi trận đấu đã phải bước vào 30 phút đấu hiệp phụ.
Kết thúc giải đấu, Sneijder giành được danh hiệu Quả bóng bạc và Chiếc giày đồng với 5 bàn thắng và 1 đường kiến tạo thành bàn. Anh còn được FIFA chọn vào Đội hình tiêu biểu của FIFA World Cup 2010.
Sau khi đội tuyển Hà Lan không thể giành quyền tham dự FIFA World Cup 2018 do chỉ xếp thứ ba chung cuộc ở vòng loại, Wesley Sneijder tuyên bố chia tay đội tuyển quốc gia sau 14 năm gắn bó, tổng cộng anh đã thi đấu 134 trận và ghi được 31 bàn thắng. Trận đấu cuối cùng của anh là trận giao hữu gặp Peru vào ngày 6 tháng 9 năm 2018, kết quả Hà Lan thắng Peru chung cuộc 2-1.

## Phong cách thi đấu
Là một tiền vệ sáng tạo và đa năng, Sneijder đã được công nhận là một trong những tiền vệ kiến thiết kinh điển của những năm 2010. Từ vị trí hoàn hảo của anh ấy và khả năng ghi bàn từ những quả đá phạt đã được khẳng định, Sneijder nổi tiếng là một chuyên gia tắc bóng. Do tầm vóc thấp bé, anh ấy cầm bóng nhanh và mạnh, và khả năng chuyền bóng của anh ấy được nâng cao nhờ tính khéo léo của anh ấy; anh ta cũng nổi tiếng với khả năng tấn công uy lực từ cự ly xa, bằng cả hai chân. Ngoài nhãn quan và khả năng tạo cơ hội cho đồng đội, Sneijder còn được chú ý bởi sự thông minh và khả năng kỹ thuật tuyệt vời. Mặc dù anh ấy bắt đầu sự nghiệp của mình ở vị trí tiền vệ tấn công ưa thích ở vị trí tiền đạo, nhưng anh ấy có khả năng chơi ở một số vị trí tiền vệ và cũng có thể được bố trí ở cánh hoặc đôi khi thậm chí. lên phía trước như một tiền đạo thứ hai hoặc tiền đạo chính; trong những mùa giải gần đây, anh ấy thường chơi ở vị trí trung tâm, như một tiền vệ lùi sâu, do khả năng điều khiển nhịp độ lối chơi của đội ở khu vực giữa sân bằng cách chuyền bóng của anh ấy, mặc dù anh ấy đã tuyên bố rằng anh ấy không hợp vị trí này. Tại FIFA World Cup 2010, anh ấy cũng được triển khai ở một vai trò mới mà sau này được mô tả là một số 10 ảo hoặc tiền vệ cánh trung tâm , do Sneijder có xu hướng dạt từ trung tâm vào một vị trí rộng khi cầm bóng. của quả bóng. Bất chấp tài năng của mình, anh ấy cũng đã bị chỉ trích nhiều lần vì tỷ lệ phòng ngự hạn chế cũng như thiếu tốc độ, và cũng dễ bị chấn thương.

## Thống kê sự nghiệp

### Câu lạc bộ
Tính đến ngày 13 tháng 8 năm 2019.
| Ajax                | 2002–03             | Eredivisie         | 17  | 4   | 3  | 1  | 3  | 0 | —   | —  | 23  | 5  |     |     |
| Ajax                | 2003–04             | Eredivisie         | 30  | 9   | 1  | 0  | 7  | 1 | —   | —  | 38  | 10 |     |     |
| Ajax                | 2004–05             | Eredivisie         | 30  | 7   | 3  | 1  | 7  | 0 | 1   | 1  | 41  | 9  |     |     |
| Ajax                | 2005–06             | Eredivisie         | 19  | 5   | 3  | 2  | 7  | 4 | 2   | 1  | 31  | 12 |     |     |
| Ajax                | 2006–07             | Eredivisie         | 30  | 18  | 4  | 1  | 9  | 1 | 4   | 2  | 47  | 22 |     |     |
| Ajax                | Tổng cộng           | Tổng cộng          | 126 | 43  | 14 | 5  | 33 | 6 | 7   | 4  | 180 | 58 |     |     |
| Real Madrid         | 2007–08             | La Liga            | 30  | 9   | 2  | 0  | 5  | 0 | 1   | 0  | 38  | 9  |     |     |
| Real Madrid         | 2008–09             | La Liga            | 22  | 2   | 2  | 0  | 4  | 0 | 0   | 0  | 28  | 2  |     |     |
| Real Madrid         | Tổng cộng           | Tổng cộng          | 52  | 11  | 4  | 0  | 9  | 0 | 1   | 0  | 66  | 11 |     |     |
| Inter Milan         | 2009–10             | Serie A            | 26  | 4   | 4  | 1  | 11 | 3 | —   | —  | 41  | 8  |     |     |
| Inter Milan         | 2010–11             | Serie A            | 25  | 4   | 2  | 0  | 9  | 3 | 3   | 0  | 39  | 7  |     |     |
| Inter Milan         | 2011–12             | Serie A            | 20  | 4   | 2  | 0  | 5  | 0 | 1   | 1  | 28  | 5  |     |     |
| Inter Milan         | 2012–13             | Serie A            | 5   | 1   | 0  | 0  | 3  | 1 | —   | —  | 8   | 2  |     |     |
| Inter Milan         | Tổng cộng           | Tổng cộng          | 76  | 13  | 8  | 1  | 28 | 7 | 4   | 1  | 116 | 22 |     |     |
| Galatasaray         | 2012–13             | Süper Lig          | 12  | 3   | —  | —  | 4  | 1 | —   | —  | 16  | 4  |     |     |
| Galatasaray         | 2013–14             | Süper Lig          | 28  | 12  | 6  | 3  | 7  | 2 | 1   | 0  | 42  | 17 |     |     |
| Galatasaray         | 2014–15             | Süper Lig          | 31  | 10  | 6  | 3  | 6  | 1 | 1   | 0  | 44  | 14 |     |     |
| Galatasaray         | 2015–16             | Süper Lig          | 25  | 5   | 6  | 0  | 8  | 0 | 1   | 0  | 40  | 5  |     |     |
| Galatasaray         | 2016–17             | Süper Lig          | 28  | 5   | 4  | 0  | —  | — | 1   | 0  | 31  | 5  |     |     |
| Galatasaray         | Tổng cộng           | Tổng cộng          | 124 | 35  | 22 | 7  | 25 | 4 | 4   | 0  | 175 | 46 |     |     |
| Nice                | 2017–18             | Ligue 1            | 5   | 0   | 0  | 0  | 0  | 0 | 3   | 0  | —   | —  | 8   | 0   |
| Al-Gharafa          | 2017–18             | Qatar Stars League | 11  | 9   | 0  | 0  | —  | — | 6   | 2  | —   | —  | 17  | 11  |
| Al-Gharafa          | 2018–19             | Qatar Stars League | 11  | 6   | 1  | 1  | —  | — | —   | —  | —   | —  | 12  | 7   |
| Al-Gharafa          | Tổng cộng           | Tổng cộng          | 22  | 15  | 1  | 1  | —  | — | 6   | 2  | —   | —  | 29  | 18  |
| Tổng cộng sự nghiệp | Tổng cộng sự nghiệp |                    | 405 | 117 | 49 | 14 | 0  | 0 | 104 | 19 | 16  | 5  | 574 | 155 |

### Đội tuyển quốc gia

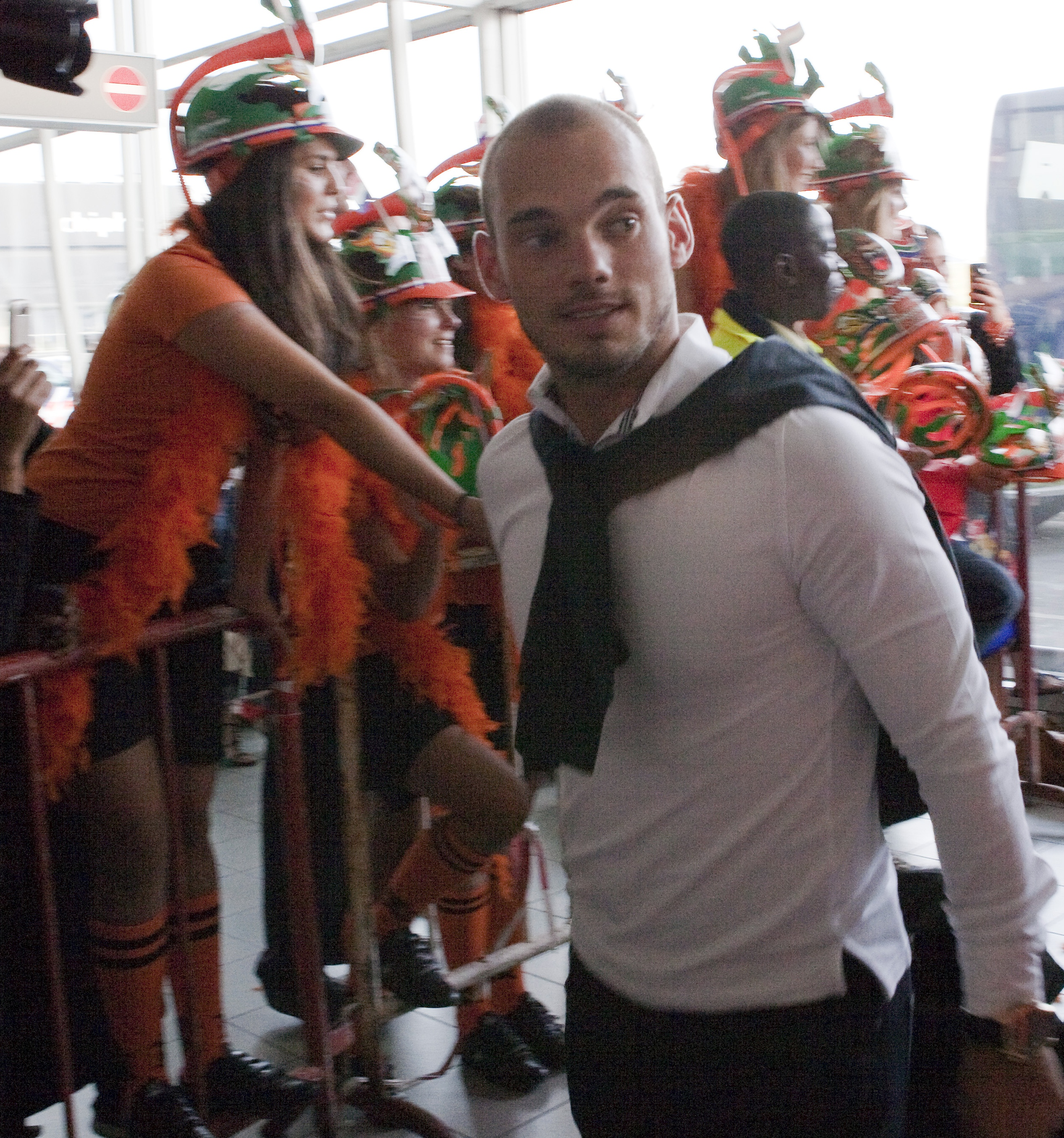
Sneijder tại sân bay Schiphol trước World Cup 2010

Tính đến ngày 6 tháng 9 năm 2018.
| Đội tuyển quốc gia Hà Lan | Đội tuyển quốc gia Hà Lan | Đội tuyển quốc gia Hà Lan |
| Năm                       | Số lần ra sân             | Số bàn thắng              |
| ------------------------- | ------------------------- | ------------------------- |
| 2003                      | 3                         | 2                         |
| 2004                      | 14                        | 3                         |
| 2005                      | 3                         | 0                         |
| 2006                      | 10                        | 0                         |
| 2007                      | 11                        | 3                         |
| 2008                      | 10                        | 3                         |
| 2009                      | 7                         | 1                         |
| 2010                      | 15                        | 7                         |
| 2011                      | 7                         | 4                         |
| 2012                      | 10                        | 1                         |
| 2013                      | 6                         | 2                         |
| 2014                      | 15                        | 2                         |
| 2015                      | 9                         | 1                         |
| 2016                      | 6                         | 1                         |
| 2017                      | 7                         | 1                         |
| 2018                      | 1                         | 0                         |
| Tổng cộng                 | 134                       | 31                        |

| #  | Thời gian            | Địa điểm                                                    | Đối thủ     | Bàn thắng | Kết quả | Giải đấu                 |
| -- | -------------------- | ----------------------------------------------------------- | ----------- | --------- | ------- | ------------------------ |
| 1  | 2003-10-11           | Sân vận động Philips, Eindhoven, Hà Lan                     | Moldova     | 2–0       | 5–0     | Vòng loại Euro 2004      |
| 2  | 2003-11-19           | Amsterdam ArenA, Amsterdam, Hà Lan                          | Scotland    | 1–0       | 6–0     | Vòng loại Euro 2004      |
| 3  | 2004-08-18           | Sân vận động Råsunda, Stockholm, Thuỵ Điển                  | Thụy Điển   | 1–1       | 2–2     | Giao hữu                 |
| 4  | 2005-06-08           | Amsterdam ArenA, Amsterdam, Hà Lan                          | Phần Lan    | 1–1       | 3–1     | Vòng loại World Cup 2006 |
| 5  | 2005-08-17           | Sân vận động Olímpic Lluís Companys, Barcelona, Tây Ban Nha | Andorra     | 0–3       | 0–3     | Vòng loại World Cup 2006 |
| 6  | 2007-03-24           | Amsterdam ArenA, Amsterdam, Hà Lan                          | Nga         | 2–0       | 4–1     | Giao hữu                 |
| 7  | 2007-09-08           | Amsterdam ArenA, Amsterdam, Hà Lan                          | Bulgaria    | 1–0       | 2–0     | Vòng loại Euro 2008      |
| 8  | 2007-10-17           | Sân vận động Philips, Eindhoven, Hà Lan                     | Slovenia    | 1–0       | 2–0     | Vòng loại Euro 2008      |
| 9  | 2008-05-01           | Sân vận động De Kuip, Rotterdam, Hà Lan                     | Wales       | 2–0       | 2–0     | Giao hữu                 |
| 10 | 2008-06-09           | Stade de Suisse, Bern, Thụy Sĩ                              | Ý           | 2–0       | 3–0     | Euro 2008                |
| 11 | 2008-06-13           | Stade de Suisse, Bern, Thụy Sĩ                              | Pháp        | 4–1       | 4–1     | Euro 2008                |
| 12 | 2009-05-09           | Sân vận động Grolsch Veste, Enschede, Hà Lan                | Nhật Bản    | 2–0       | 3–0     | Giao hữu                 |
| 13 | 2010-06-01           | De Kuip, Rotterdam, Hà Lan                                  | Ghana       | 3–1       | 4–1     | Giao hữu                 |
| 14 | 2010-06-05           | Amsterdam ArenA, Amsterdam, Hà Lan                          | Hungary     | 2–1       | 6–1     | Giao hữu                 |
| 15 | 2010-06-19           | Sân vận động Moses Mabhida, Durban, Nam Phi                 | Nhật Bản    | 1–0       | 1-0     | World Cup 2010           |
| 16 | 2010-06-28           | Sân vận động Moses Mabhida, Durban, Nam Phi                 | Slovakia    | 2–0       | 2–1     | World Cup 2010           |
| 17 | 2010-07-02           | Sân vận động Nelson Mandela Bay, Port Elizabeth, Nam Phi    | Brasil      | 1–1       | 2–1     | World Cup 2010           |
| 18 | 2010-07-02           | Sân vận động Nelson Mandela Bay, Port Elizabeth, Nam Phi    | Brasil      | 2–1       | 2–1     | World Cup 2010           |
| 19 | 2010-07-06           | Sân vận động Cape Town, Cape Town, Nam Phi                  | Uruguay     | 2–1       | 3-2     | World Cup 2010           |
| 20 | 9 tháng 2 năm 2011   | Sân vận động Philips, Eindhoven, Hà Lan                     | Áo          | 1-0       | 3-1     | Giao hữu                 |
| 21 | 29 tháng 3 năm 2011  | Amsterdam ArenA, Amsterdam, Hà Lan                          | Hungary     | 2–2       | 5–3     | Vòng loại Euro 2012      |
| 22 | 3 tháng 9 năm 2011   | Sân vận động Philips, Eindhoven, Hà Lan                     | San Marino  | 2–0       | 11–0    | Vòng loại Euro 2012      |
| 23 | 3 tháng 9 năm 2011   | Sân vận động Philips, Eindhoven, Hà Lan                     | San Marino  | 10–0      | 11–0    | Vòng loại Euro 2012      |
| 24 | 2 tháng 6 năm 2012   | Amsterdam ArenA, Amsterdam, Hà Lan                          | Bắc Ireland | 2–0       | 6–0     | Giao hữu                 |
| 25 | 11 tháng 6 năm 2013  | Sân vận động Công nhân, Bắc Kinh, Trung Quốc                | Trung Quốc  | 2–0       | 2–0     | Giao hữu                 |
| 26 | 15 tháng 10 năm 2013 | Sân vận động Şükrü Saracoğlu, Istanbul, Thổ Nhĩ Kỳ          | Thổ Nhĩ Kỳ  | 2–0       | 2–0     | Vòng loại World Cup 2014 |
| 27 | 29 tháng 6 năm 2014  | Sân vận động Castelão, Fortaleza, Brasil                    | México      | 1–1       | 2–1     | World Cup 2014           |
| 28 | 12 tháng 11 năm 2014 | Amsterdam ArenA, Amsterdam, Hà Lan                          | México      | 1–1       | 2–3     | Giao hữu                 |
| 29 | 10 tháng 10 năm 2015 | Astana Arena, Astana, Kazakhstan                            | Kazakhstan  | 2–0       | 2–1     | Vòng loại Euro 2016      |
| 30 | 6 tháng 9 năm 2016   | Friends Arena, Solna, Thụy Điển                             | Thụy Điển   | 1–1       | 1–1     | Vòng loại World Cup 2018 |
| 31 | 9 tháng 6 năm 2017   | De Kuip, Rotterdam, Hà Lan                                  | Luxembourg  | 2–0       | 5–0     | Vòng loại World Cup 2018 |

## Danh hiệu

### Câu lạc bộ

#### Ajax
- Eredivisie: 2003–04
- KNVB Cup: 2005–06, 2006–07
- Johan Cruijff Shield: 2002, 2005, 2006, 2007

#### Real Madrid
- La Liga: 2007–08
- Supercopa de España: 2008

#### Inter Milan
- Serie A: 2009–10
- Coppa Italia: 2009–10, 2010–11
- Supercoppa Italiana: 2010
- UEFA Champions League: 2009–10
- FIFA Club World Cup: 2010

#### Galatasaray
- Süper Lig: 2012–13, 2014–15
- Turkish Cup: 2013–14, 2014–15, 2015–16
- Turkish Super Cup: 2013, 2015, 2016

#### Al-Gharafa
- Qatari Stars Cup: 2018–19

### Quốc tế
- Á quân FIFA World Cup: 2010

### Cá nhân
- Cầu thủ trẻ xuất sắc nhất trong năm của Ajax Amsterdam: 2004
- Cầu thủ xuất sắc nhất trong năm của Ajax Amsterdam: 2007
- Giải thưởng Johan Cruijff: 2004
- Đội hình xuất sắc nhất Euro 2008.[33]
- Quả bóng Bạc World Cup 2010.
- Chiếc giày Đồng World Cup 2010.
- Đội hình tiêu biểu World Cup 2010.
- Cầu thủ xuất sắc nhất trận Hà Lan - Pháp Euro 2008.
- Cầu thủ xuất sắc nhất trận Hà Lan - Ý Euro 2008
- Cầu thủ xuất sắc nhất trận Hà Lan - Đan Mạch World Cup 2010.
- Cầu thủ xuất sắc nhất trận Hà Lan - Nhật Bản World Cup 2010.
- Cầu thủ xuất sắc nhất trận Hà Lan - Brasil World Cup 2010.
- Cầu thủ xuất sắc nhất trận Hà Lan - Uruguay World Cup 2010.

## Gia đình
Wesley Sneijder sinh trong 1gia đình có truyền thống bóng đá: bố là cầu thủ, anh trai Jeffrey thi đấu cho Stormvogels Telstar và em trai Rodney chơi cho đội trẻ Ajax.
Sneijder cưới Ramona Streekstra vào ngày 18 tháng 6 năm 2005. Họ có một con trai, Jessey, ra đời vào ngày 4 tháng 9 năm 2006. Tuy nhiên hai người đã li dị vào ngày 21 tháng 1 năm 2009.
Ngày 8 tháng 5 năm 2008, Sneijder đã ngăn cản em trai mình là Rodney chuyển đến thi đấu cho Real Madrid "Real Madrid muốn có được chữ ký của em trai tôi, và cậu ấy rất vui khi biết được thông tin đó. Tuy nhiên tôi không ủng hộ chuyện những cầu thủ trẻ sớm, vì vậy tôi bảo Rodney rằng, điều đầu tiên mà em phải làm vào lúc này là tiếp tục hoàn thiện mình trong màu áo Ajax."